# زآمی موتوکیو
زآمی موتوکیو ((به ژاپنی: 世阿弥)؛ زاده ح. ۱۳۶۳ - ح. درگذشته ۱۴۴۳) یک فیلسوف زیبایی‌شناسی، هنرپیشه و نمایشنامه‌نویس اهل ژاپن بود.

## به فارسی
داریوش آشوری و بهرام بیضایی کار مشهور او به نام آتسوموری را به فارسی درآورده‌اند.